# Jonathan Becerra
Jonathan Becerra (Jalisco, 29 de março de 1993) é um ator e cantor mexicano.

## Filmografia

### Televisão
Vencer el miedo (2020) Jason
- Hijas de la luna (2018) - Octavio
- Qué pobres tan ricos (2013-2014) - José Tizoc Mendonça Martínez
- Como dice el dicho (2011-2016) - Vários personagens
- La rosa de Guadalupe (2011) - Quique
- Para volver a amar (2010-2011) - Beto
- Camaleones (2009-2010) - Jonathan
- Sortilegio (2009) - Chencho Gavira
- La rosa de Guadalupe (2008-2016) - Toribio (Una Trampa Profunda, Bare Back) (2010), Kike (Adiós A Los Ninis) (2011), Fernando (El Último Combate) (2012), Ruperto (Sueño De Amor) (2013), Leopoldo (Tú: La Canción Más Bella De Todas) (2016)
- Misión S.O.S  (2004) - Alejandro Ortega

### Teatro
- Sin senos No Hay Paraiso - Alberto